# Tracy Hickman
Tracy Raye Hickman (Salt Lake City, 26 de novembro de 1955) é um escritor de fantasia estadunidense, mais conhecido por seu trabalho como designer e co-autor (com Margaret Weis) em Dragonlance, na época em que trabalhou na TSR. Também escreveu a trilogia Darksword, o Death Gate Cycle, e a trilogia Sovereign Stone. Hickman casou-se com Laura Curtis em 1977, com quem teve quatro filhos. O casal tem trabalhado em conjunto por 25 anos, desenvolvendo jogos de RPG.

## Obras

### Dragonlance
- Chronicles:
  1. Dragons of Autumn Twilight 1 (1984)
  2. Dragons of Winter Night 1 (1985)
  3. Dragons of Spring Dawning 1 (1985)

- Dragonlance Legends:
  1. Time of the Twins 1 (1986)
  2. War of the Twins 1 (1986)
  3. Test of the Twins 1 (1986)

- The Second Generation 1 (1995)

- 1. Dragons of Summer Flame 1 (1996)

- The War of Souls:
  1. Dragons of a Fallen Sun 1  (2001)
  2. Dragons of a Lost Star 1 (2002)
  3. Dragons of a Vanished Moon 1 (2003)

- The Lost Chronicles:
  1. Dragons of the Dwarven Depths 1 (2006)
  2. Dragons of the Highlord Skies 1 (2007)
  3. Dragons of the Hourglass Mage 1 (TBA)

### Darksword
1. Forging the Darksword 1 (1987)
2. Doom of the Darksword 1 (1988)
3. Triumph of the Darksword 1 (1988)
4. Legacy of the Darksword 1 (1997)

### Rose of the Prophet
1. The Will of the Wanderer 1  (1988)
2. Paladin of the Night 1  (1989)
3. The Prophet of Akhran 1  (1989)

### Death Gate Cycle
1. Dragon Wing 1  (1990)
2. Elven Star 1  (1991)
3. Fire Sea 1  (1992)
4. Serpent Mage 1  (1993)
5. The Hand of Chaos 1  (1993)
6. Into the Labyrinth 1  (1994)
7. The Seventh Gate 1  (1995)

### Songs of the Stellar Winds
1. Requiem of the Stars  (1996)

### Starshield
1. Starshield: Sentinels 1  (1996)
2. Nightsword 1  (1998)

### Sovereign Stone
1. Well of Darkness 1  (2000)
2. Guardians of the Lost 1  (2001)
3. Journey into the Void 1  (2003)

### Bronze Canticles
1. Mystic Warrior 2  (2004)
2. Mystic Quest 2   (2005)
3. Mystic Empire 2   (2006)

### Drakis
1. Song of the Dragon 2  (2008)

### Outros romances
1. The Immortals  (1996)
2. Starcraft: Speed of Darkness  (2002)

"Fireborn: Embers of Atlantis (2011)
1. Wayne of Gotham (Junho de 2012)

1 (co-autora: Margaret Weis)

2 (co-autora: Laura Hickman)